# Diglossa sittoides
Diglossa sittoides là một loài chim trong họ Thraupidae.